# Planodema
Planodema is een kevergeslacht uit de familie van de boktorren (Cerambycidae). De wetenschappelijke naam van het geslacht werd voor het eerst geldig gepubliceerd in 1860 door Thomson.

## Soorten
Planodema omvat de volgende soorten:
- Planodema albopicta (Hintz, 1919)
- Planodema alboreticulata Breuning, 1964
- Planodema albosternalis Breuning, 1950
- Planodema andrei Gilmour, 1956
- Planodema bimaculata (Aurivillius, 1916)
- Planodema bimaculatoides Teocchi & Sudre, 2002
- Planodema cantaloubei Breuning, 1964
- Planodema congoensis (Breuning, 1942)
- Planodema femorata (Gahan, 1890)
- Planodema ferreirai Breuning, 1971
- Planodema ferruginea Breuning, 1950
- Planodema flavosparsa (Aurivillius, 1910)
- Planodema flavovittata Breuning, 1947
- Planodema freyi Breuning, 1955
- Planodema granulata (Aurivillius, 1928)
- Planodema griseolineata (Breuning, 1939)
- Planodema griseolineatoides Breuning, 1977
- Planodema leonensis (Breuning, 1936)
- Planodema mirei Lepesme & Breuning, 1955
- Planodema mourgliai Teocchi, 1994
- Planodema multilineata (Breuning, 1940)
- Planodema namibiensis Adlbauer, 1998
- Planodema nigra (Breuning, 1942)
- Planodema nigrosparsa (Aurivillius, 1914)
- Planodema parascorta Veiga-Ferreira, 1971
- Planodema peraffinis Breuning, 1970
- Planodema rufosuturalis Breuning, 1956
- Planodema scorta (Thomson, 1858)
- Planodema senegalensis Breuning & Villiers, 1972
- Planodema similis Breuning, 1958
- Planodema strandi (Breuning, 1940)
- Planodema unicolor Jordan, 1903
- Planodema vermiculata Sudre & Teocchi, 2008